# Dero Goi
Dero Goi, Dero wł. Stephan Musiol (ur. 16 kwietnia 1970 w Wolfsburgu) – niemiecki wokalista, muzyk, autor tekstów i poeta, współzałożyciel zespołu Neue Deutsche Härte Oomph!.

## Życiorys
Urodził się w Wolfsburgu, gdzie dorastał ze swoim kolegą z zespołu, Crapem. Mieszkali w tej samej kamienicy i obaj zaczęli grać w szkole podstawowej. Zbudowali „instrumenty” z paczek Persila. DERO zainteresował się muzyką we wczesnych latach młodzieńczych, kiedy śpiewał na przyjęciach piosenki Elvisa Presleya wraz ze swoim ojcem, który był gitarzystą i piosenkarzem. Wpływ na DERO miały takie zespoły jak The Cure, Killing Joke, AC/DC, Motörhead, Depeche Mode, The Beatles i ABBA.
Znany jest z tego, że na koncertach występuje w kaftanie bezpieczeństwa oraz ze śpiewania na koncertach utworów z lat 50. i 60. jako przerywniki
W 2012 utworzył solowy projekt What about Bill?, w którym grał covery różnych wykonawców w klimatach bluesowych. W 2020 wraz z Chrisem Harmsem z Lord of the Lost zawiązał projekt Die Kreatur, którego debiutancki album Panoptikum ukazał się 22 maja 2020.
Studiował psychologię na Uniwersytecie w Brunszwiku. Jest żonaty i ma dwóch synów, do czego przyznał się w jednym z wywiadów.